# Ptenothrix italica
Ptenothrix italica is een springstaartensoort uit de familie van de Dicyrtomidae. De wetenschappelijke naam van de soort is voor het eerst geldig gepubliceerd in 1973 door Dallai.